# Tomislav Barbarić
Tomislav Barbarić (Zagreb, 29. ožujka 1989.) bivši je hrvatski nogometaš koji je igrao na poziciji braniča. Ponikao je u Dinamovoj nogometnoj školi, a prvoj momčadi se pridružio početkom 2008. godine te je u ljetnom dijelu prvenstva zabilježio 5 nastupa. Jesenski dio prvenstva 2008. godine proveo je na posudbi u Lokomotivi. U siječnju 2009. godine potpisao je profesionalni ugovor s Dinamom na četiri i pol godine vrijedan 500 000 eura. Upisao je ukupno 22 nastupa za različite uzraste hrvatske reprezentacije, od U-14 do U-19 te upisao dva zgoditka. Barbarić je iz RNK Splita otišao nakon što se našao među otpisanim igračima na koje klub nije računao u sljedećoj sezoni (2015./16.). Tako da je potpisao u lipnju 2015. ugovor s bosanskohercegovačkim klubom FK Sarajevom. Početkom ožujka 2016. godine je Barbarić potpisao trogodišnji ugovor s belgijskim Kortrijkom. Branič je se pridružio belgijskoj momčadi na ljeto 2016. godine. Nakon godinu dana je se ponovno vratio u domovinu, gdje je potpisao za Rudeš.

## Vanjske poveznice
- Tomislav Barbarić na hnl-statistika.com